# Castelo de Champlâtreux

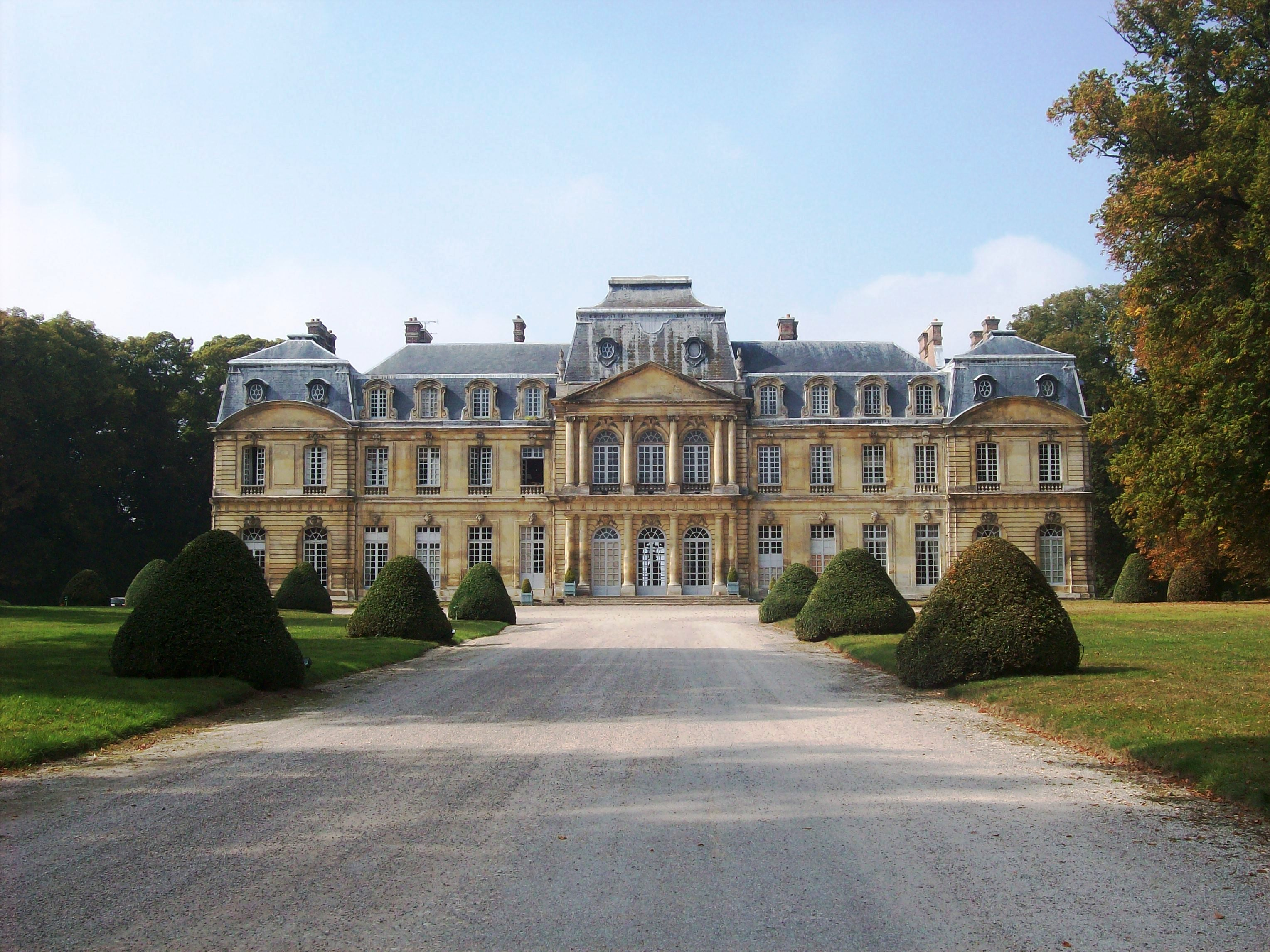
Fachada do Château de Champlâtreux.

O Castelo de Champlâtreux (Château de Champlâtreux em francês) é um palácio francês do século XVIII, situado em  Épinay-Champlâtreux (Val-d'Oise), que serviu de residência de campo à família Molé, uma ilustre família de parlamentares parisienses, e que pertence actualmente à família de Noailles. Está classificado como Monumento Histórico desde o dia 9 de Março de 1989.

## História
A terra de Champlâtreux foi adquirida em 1567 por Édouard Molé, président à mortier do Parlamento de Paris, tendo permanecido na sua descendência. A família passou, desde então, a ser denominada por vezes como "Molé de Champlâtreux", tendo a terra de Champlâtreux sido constituída em marquesado para Édouard Molé, filho de Mathieu Molé (1584-1656), primeiro Presidente do Parlamento de Paris e Guarda do Sêlo de França.
Mathieu-François Molé (1705-1793), président à mortier no Parlamento de Paris, empregou uma parte da imensa fortuna da sua esposa, Bonne-Félicité Bernard, filha do financeiro Samuel Bernard, para reconstruir segundo um plano muito mais vasto a modesta residência de estilo Luís XIII herdada dos seus ancestrais.
Entre os anos de 1735 e 1740, o arquitecto Jean-Michel Chevotet havia construído os dois pavilhões de guarda que se podem ver actualmente na estrada de Luzarches e traçado jardins à francesa assim como a meia-lua frente à entrada. De 1751 a 1757, reconstruiria o château, as cavalariças e a orangerie.
Os trabalhos custaram a soma relativamente razoável, tendo em conta a magnificência da residência, de 513.507 libras. Para manter assim os custos, Chevotet criou uma fábrica de tijolo frente ao palácio, utilizou gipsita encontrado na propriedade para fazer gesso, tirou a madeira das florestas circundantes e a pedra das pedreiras de Luzarches, Gascourt e Saint-Maximin.
Durante a Revolução Francesa, o mobiliário foi dispersado e o palácio transformado em hospital militar. Mathieu Louis Molé (1781-1855) encarregou-se de remetê-lo ao estado em que se encontra hoje em dia. À sua morte, a propriedade passou para a sua única herdeira, Clotilde de la Ferté-Meun, Duquesa de Noailles por casamento. O palácio mantem-se naquela família até à actualidade, sendo possível visitá-lo durante o Verão.

## Arquitectura
As cavalariças, construídas em tijolo e pedra, elevam-se à esquerda do adro. À direita encontrava-se a orangerie, destruída no início do século XIX. O palácio situa-se no lugar do edifício original em forma de L, demolido em 1750. Construído numa única campanha, representa um magnífico exemplo da arquitectura de estilo Luís XV, duma rara homogeneidade.
Do lado do pátio, o centro da composição compreende um pavilhão contendo as ordens dórica e jónica sobrepostas encimadas por um frontão triangular, segundo uma composição em conformidade com os modelos clássicos do início do século XVIII, nomeadamente as obras de Germain Boffrand. O frontão central, assim como os frontões em arco-de-círculo dos corpos avançados laterais, comportava uma decoração esculpida (brasão dos Molé ao centro e figuras da Justiça e de Minerva nas extremidades), infelizmente desaparecida.
A fachada sobre o jardim é composta da mesma maneira, mas o corpo avançado central apresenta aqui uma forma poligonal, sendo encimado por um frontão em arco-de-círculo e por um impressionante telhado em forma de abat-jour, tendo uma importância que não vai além do efeito decorativo. Os forntões dos corpos avançados laterais possuem aqui uma forma triangular. Esta fachada conserva a sua decoração esculpida, a qual evoca os prazeres da caça e da pesca.
Os jardins à francesa desenhados por Chevotet foram substituídos em 1823 por um parque paisagístico à inglesa desenhado pelos irmãos Thouin. Restituições efectuadas depois de 1930 permitiram, contudo, recuperar o desenho do adro, da grande alameda que leva ao palácio, assim como duma parte dos jardins.

### Influências
O Château de Champlâtreux serviu de inspiração a algumas construções posteriores, entre as quais se destaca o Château d'Artigny (Indre-et-Loire), construído no século XX para o industrial François Coty.